# 格奥尔格·毕希纳
卡尔·格奥尔格·毕希纳（德語：Karl Georg Büchner，1813年10月17日—1837年2月19日），德国作家、革命家。他所撰写的悲剧《丹东之死》（Dantons Tod）是现代思想史上的一块路碑。其主要作品有政治宣传册《黑森信使》，小说《伦茨》，戏剧《雷昂采与雷娜》。
格奥尔格·毕希纳1813年生于达姆施塔特附近的黑森。19岁时开始学习医学。在学习自然科学之外，他也撰写了许多文学作品和政治宣传册。
21岁那年，毕希纳通过一篇名为《黑森信使》的政治小册子而出名，这份小册子被称作《共产党宣言》之前19世纪最革命的宣言。在这份传单中，他和其他的作者号召民众起来革命，反抗貴族的剝屑統治。在传单中可以找到许多从法国大革命传统中引用的词句，例如“给茅屋和平！对宫廷宣战！”（Friede den Hütten! Krieg den Palästen!）。他认为故乡的社会秩序是劳动者贫穷和苦难的根源。在传单散布之后，他和其他的作者也将遭到逮捕。
毕希纳逃到了法国的斯特拉斯堡，之后他完成了他的第一部著作：《丹东之死》（Dantons Tod）上演于法国大革命时期， 毕希纳也把自己的政治观点写进其中。在1836年完成讽刺喜剧《莱昂斯和莱娜》（Leonce und Lena）之后，他撰写了一部悲剧《沃伊采克》（Woyzek）。在这第三部也或许是最重要的著作中，他深入剖析了社会的苦难和不公平性。
格奥尔格·毕希纳生命的最后两年是在苏黎世度过的，期间他完成了关于鱼类神经网络的科学论文。不久之后，年僅23岁的毕希纳死于伤寒。他的剧本至今仍然活跃在舞台，也将继续在全世界上演。
德语文学的最重要文学奖格奥尔格·毕希纳奖以他為名。